# Paul Durand-Ruel
Paul Durand-Ruel (født 31. oktober 1831 i Paris, død 5. februar 1922 i Paris) var en fransk kunsthandler, der især er knyttet til impressionisterne og Barbizon-skolen. Han var en af de første moderne kunsthandlere, der støttede sine kunstnere med stipendier og soloudstillinger.

## Opvækst
Han blev døbt Paul-Marie-Joseph Durand-Ruel og var søn af en forhandler af billedrammer, der havde en ekstraindtægt ved at sælge lidt malerier af kunstnere fra Barbizon-skolen af franske landskabsmalere som Jean-Baptiste Camille Corot. I 1865 overtog en ung Paul familiefirmaet, og to år senere flyttede han forretningen fra Rue de la Paix 1 til Rue Laffitte 16 med en filial på Rue le Peletier, og området udviklede sig hastigt til et centrum for kunst i byen. I løbet af 1860'erne og begyndelsen af 1870'erne var Durand-Ruel en vigtig fortaler og succesrig forhandler for Barbizon-skolen. Men efterhånden fik han også kontakt til en ny gruppe kunstnere, der snart skulle manifestere sig som impressionisterne.
Under den fransk-preussiske krig 1870-71 forlod Durand-Ruel Paris og undslap til London, hvor han mødtes med en række franske kunstnere som Claude Monet og Camille Pissarro. Durand-Ruel havde oprettet et midlertidigt galleri i New Bond Street, hvorfra han første gang satte impressionistiske malerier til salg.

## Impressionisterne
Durand-Ruel så så tidligt som 1870 et kunstnerisk potentiale i de impressionistiske malerier, og han så muligheden for, at bevægelsen skulle blive fashionabel. Den første store udstilling med bevægelsen afholdt han i London i 1872, og snart lavede han udstillinger med impressionisterne i både London og Paris, hvor han var tilbage i 1871 efter krigen og fik kontakt med flere af bevægelsens medlemmer som Edgar Degas, Édouard Manet, Pierre-Auguste Renoir, Berthe Morisot, Alfred Sisley og Mary Cassatt. I begyndelsen købte han slet og ret store partier af kunstnernes værker, som han derpå udstillede og solgte, men senere, hvor den økonomiske situation var mindre gunstig, hjalp han kunstnerne på andre måder, blandt andet ved at tage værkerne i kommission samt med rådgivning på forskellige måder. Endvidere bar hans strategi med at afholde separatudstillinger med enkelte kunstneres værker i kortere tid, hvilket var nyt på det tidspunkt, også frugt.
I de sidste tre årtier i 1800-tallet blev Durand-Ruel den mest kendte kunsthandler og den vigtigste fortaler for den franske impressionisme i verden. Han havde held til at skabe et marked for impressionismen i både USA og resten af verden. I New York var det hans tre sønner, Joseph, Charles og George, der blev daglige ledere af hans galleri, og de udstillede på skift impressionisterne og veletablerede newyorker-kunstnere. Durand-Ruel stod også bag mindre kendte kunstnere som Maxime Dethomas og Hugues Merle.
Hans skiftende økonomiske formåen var med til at udvikle hans forretning, der i slutningen af 1800-tallet blev ret international og havde forbindelser til Bruxelles, Berlin og Sankt Petersborg foruden London og et par byer i USA. Især hans amerikanske afdelinger var med til at sikre den basale økonomi i hans forretning; her fandt han en række velhavende kunstsamlere, der var åbne for den kunst, han repræsenterede, heriblandt Louisine og H.O. Havemeyer, Alexander Cassatt (bror til Mary Cassatt) samt Bertha og Potter Palmer. Han udtalte selv: "Uden Amerika var jeg gået fallit." Hans succes i USA var med til at revitalisere interessen for kunstnerne i hjemlandet; denne bevægelse var Durand-Ruel selv mester for at skabe, delvis ved hjælp af bluff.
Gennem størstedelen af karrieren havde Durand-Ruel en intens rivalisering med en anden parisisk kunsthandler, Georges Petit (1856-1920).
I 2015 afholdt National Gallery i London en stor udstilling baseret på Paul Durand-Ruel med titlen "Inventing Impressionism" med 85 værker af de impressionister, som var så centrale i Durand-Ruel livsværk.